# Річард Арнольд Даммер
Річард Арнольд Даммер (1887 Кейптаун — 2 грудня 1922 Уганда) — південноафриканський ботанік, який досліджував рослинність у Південній Африці, Кенії та Уганді
Даммер працював у міському саду Кейптауна перед тим як став садівником Королівських ботанічних садів в К'ю у 1910 році. У 1911 році він став помічником професора Августина Генрі та приклав руку до підготовки до публікації праці Елвіса та Генрі «The Trees of Great Britain and Ireland». Даммер працював у гербаріях та бібліотеках К'ю, Британського музею, Лондонського Ліннеївського товариства, Кембриджа, Оксфорда та Единбурзького університету. Він опублікував таксономічні описи Agathosma, Eugenia, Bruniaceae, Alepidea, Lotononis, Pleiospora, Combretaceae, Adenandra та Acmadenia.
У 1914 році він, працюючи на компанію  Kivuvu Rubber Company у Кампалі, мав можливість збирати квітучі рослини і гриби. Даммер також провів ботанічні експедиції до згаслого вулкана Елгон та кратера Лонгонот (англ. Mount Longonot). Після цих експедицій Даммер повернувся на рік до Кейптауна для ідентифікації та обробки зібраних зразків рослин.
Його життя і кар'єра раптово були перервані мотоциклетною аварією на дорозі Jinji в Кампалі. На його честь Kew Guild заснувала щорічну премію «The Dümmer Memorial Prize» для студента, який представить найкращу колекцію британських рослин. Даммер зібрав понад 20 000 зразків рослин, які знаходяться у світових гербаріях.